# Route nationale 3 (Haïti)
Pour les articles homonymes, voir Route nationale 3.
La route nationale 3, ou RN 3, est une route nationale d'Haïti, reliant la capitale Port-au-Prince aux Cayes en passant par Miragoâne.

## Présentation
La route nationale 3 est une route nord-sud qui traverse le plateau central d'Haïti.
Elle dispose de deux extrémités sud à Croix-des-Bouquets, dans le département de l'Ouest ; l'un à son intersection avec la RN 1 à Bon Repos et l'autre à son intersection avec la RN 8.
Son extrémité nord se trouve au carrefour La Mort à Cap-Haïtien, à l'intersection de la RN 6.
Les principales villes reliées par la RN 3 sont Hinche et Mirebalais au Centre et Saint-Raphaël au Nord.

## Tracé
- Croix-des-Bouquets
- Canaan (en)
- Thomazeau
- Mirebalais
- Thomonde
- Hinche
- Pignon
- Saint-Raphaël
- Dondon
- Grande-Rivière-du-Nord
- Quartier-Morin